# Natürliche Leistung
Die natürliche Leistung ist ein Begriff aus der elektrischen Energietechnik bei mit Wechselspannung betriebenen Stromnetzen. Entspricht der komplexe Leitungswellenwiderstand {\displaystyle {\underline {Z}}_{L}} einer elektrischen Leitung (Hochspannungsleitung) dem komplexen Lastwiderstand {\displaystyle {\underline {Z}}} des an der Leitung angeschlossenen elektrischen Verbrauchers, so liegt eine angepasste Leitung vor.
Die über die angepasste Leitung transportierte elektrische Leistung {\displaystyle P_{N}} heißt natürliche Leistung.

## Allgemeines

Blindleistungbedarf Q für einen Kilometer Länge einer 380-kV-Freileitung, Erdkabel und GIL in Abhängigkeit von der Übertragungsleistung S. Bei induktiver Blindleistung ist Q > 0, bei kapazitiver Blindleistung ist Q < 0

Die natürliche Leistung stellt keine Grenzleistung dar, welche nicht überschritten werden darf. Vielmehr beschreibt sie jenen optimalen Betriebspunkt, bei dem der Generator im Kraftwerk für die Leitung keinen zusätzlichen Blindleistungsanteil {\displaystyle Q} zur Verfügung stellen muss. Wird über die Leitung mehr Leistung als die natürliche Leistung übertragen, wie in nebenstehender Skizze am Beispiel einer 380-kV-Freileitung dargestellt, verhält sie sich induktiv mit positivem Blindleistungbedarf, darunter kapazitiv mit negativem Blindleistungbedarf, und bei genau natürlicher Leistung resistiv (ohmsch). Die natürliche Leistung entspricht im Diagramm jener übertragenen Leistung {\displaystyle S}, bei der der Blindleistungsbedarf 0 Var ist.
Da es in Stromversorgungsnetzen allerdings nicht möglich ist, die Summe der einzelnen Verbraucher (Stromkunden) ständig zu veranlassen, nur genau die natürliche Leistung {\displaystyle P_{n}} abzunehmen, wird die natürliche Leistung der Verbraucherleistung angepasst. Dies ist mit Hilfe der Blindleistungskompensation der Leitung möglich, welche im Prinzip ein Verändern des komplexen Widerstandes {\displaystyle {\underline {Z}}_{L}} der Leitung gleichkommt. Dazu ist es nötig, am Anfang und Ende einer Hochspannungsleitung bedarfmäßig Spulen oder Kondensatoren zuzuschalten. In Hochspannungsnetzen werden in Praxis allerdings fast ausschließlich an den Hochspannungstransformatoren über spezielle Wicklungen Kompensationsdrosseln zugeschaltet, um damit die Betriebskapazitäten der Hochspannungsleitung bei Bedarf entsprechend zu verringern.
Formal ist die natürliche Leistung {\displaystyle P_{N}} gegeben als:
{\displaystyle P_{N}={\frac {U_{N}^{2}}{|{\underline {Z}}_{L}|}}}
Mit {\displaystyle U_{N}} der Nennspannung und {\displaystyle {\underline {Z}}_{L}} dem Leitungswellenwiderstand der Leitung.

## Werte für Freileitungen
In folgender Tabelle sind beispielhaft einige natürliche Leistungen von typischen Freileitungen in verschiedenen Spannungsebenen angegeben:
| Nennspannung in kV | natürliche Leistung in MW |
| ------------------ | ------------------------- |
| 20                 | 2,4                       |
| 110                | 32                        |
| 220                | 180                       |
| 380                | 425                       |

Die natürliche Leistung nimmt bei gleicher Leitungsimpedanz (Wellenwiderstand) hin zu höheren Spannungsebenen mit dem Quadrat der Spannung zu. Abweichungen von diesem Zusammenhang entstehen durch deren Aufbau bedingte unterschiedliche Leitungswellenwiderstände von Hochspannungsleitungen. Eine Verringerung des Wellenwiderstandes zum Erreichen einer höheren natürlichen Leistung wird unter anderem durch Bündelleiter erreicht, welche bevorzugt in höheren Spannungsebenen eingesetzt werden.

## Erdkabel
Bei Kabelsystemen wie einem 380-kV-Erdkabel könnte, aufgrund des hohen Blindleistungsbedarfs, die natürliche Leistung nur mit zusätzlicher Zwangskühlung erreicht werden. Beispielsweise liegt die natürliche Leistung eines 380-kV-Erdkabelsystems mit 2.500 mm² Leiterquerschnitt bei rund 3.000 MW, was über der thermischen Grenzleistung des Erdkabels liegt. Bei gasisolierten Rohrleitern (GIL) mit 6.300 mm² Leiterquerschnitt liegt die natürliche Leistung bei rund 2.300 MW, was ebenfalls einem Vielfachen der natürlichen Leistung der Freileitungen aus obiger Tabelle entspricht.
In der Regel wird die natürliche Leistung bei Kabeln allerdings nicht erreicht, da diese vorher an ihre thermischen Grenzen geraten. Deshalb werden sie nicht nach ihrer natürlichen Leistung, sondern nach der thermischen Grenzleistung dimensioniert.